# Polzegge
De polzegge (Carex cespitosa) is een overblijvend kruid dat behoort tot de cypergrassenfamilie (Cyperaceae). De plant komt van nature voor in Eurazië. De polzegge staat op de Nederlandse Rode Lijst van planten als zeer zeldzaam en matig afgenomen.
De plant wordt 30-50 cm hoog. De ruwe, dunne stengels zijn scherp driekantig. De 1-3 mm brede, stijve bladeren zijn helder- of geelgroen, waarvan de onderste, sterk rafelende (fijnmazige) bladscheden donker roodbruin of bijna zwartbruin zijn. De bladeren zijn even lang als de stengel. Het tongetje is duidelijk hoger dan breed. Aan de voet van de aar zit een cladoprofyllum.
De polzegge bloeit in april en mei. De één of twee 1-2 cm lange, rechtopstaande vrouwelijke aren zijn losbloemig. De bloem heeft twee stempels. De schutbladen zijn borstelvormig en niet langer dan 1 cm. Bovenaan de bloemstengel zit één mannelijke aar. Het 2-2,5 mm lange, gladde, opgeblazen urntje is bruingroen en heeft geen nerven of is zwak generfd. Het urntje is een soort schutblaadje dat geheel om de vrucht zit.
De vrucht is een lensvormig, 2 mm lang nootje en heeft een zeer korte snavel.
De plant komt voor in dichtgroeiende oude beekarmen en langs greppels in beekdalhooilanden.

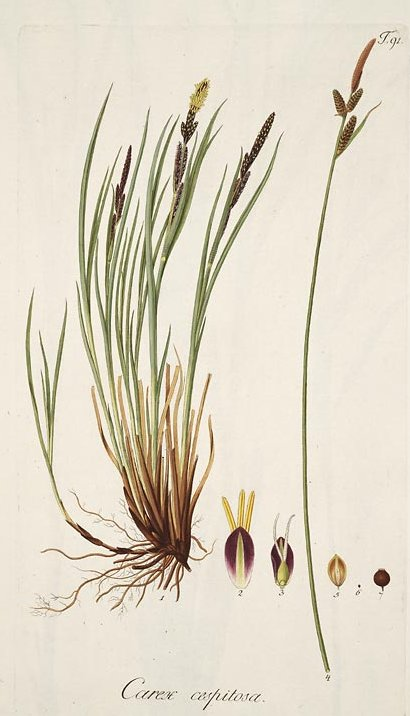
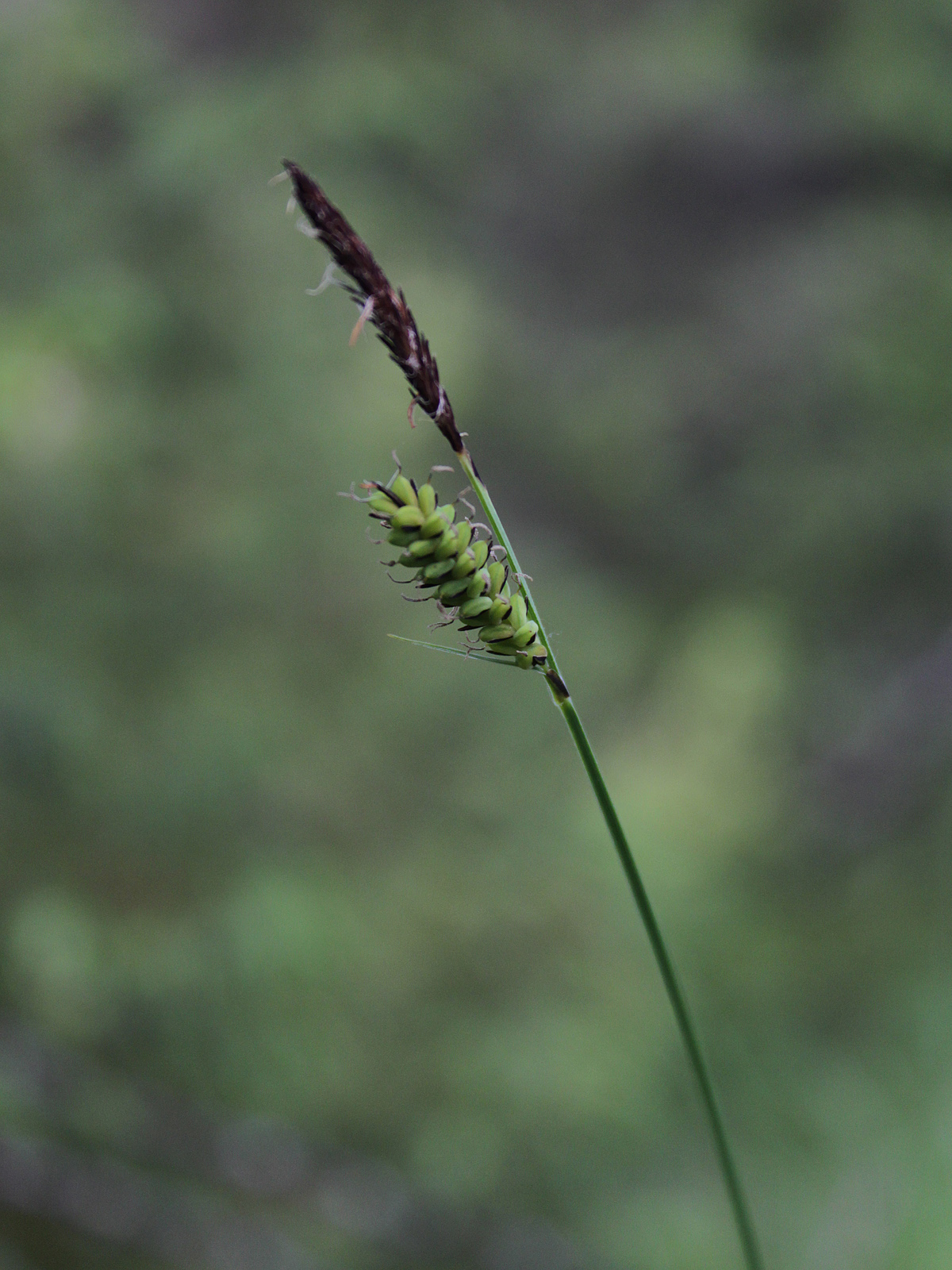
Bloeiwijze
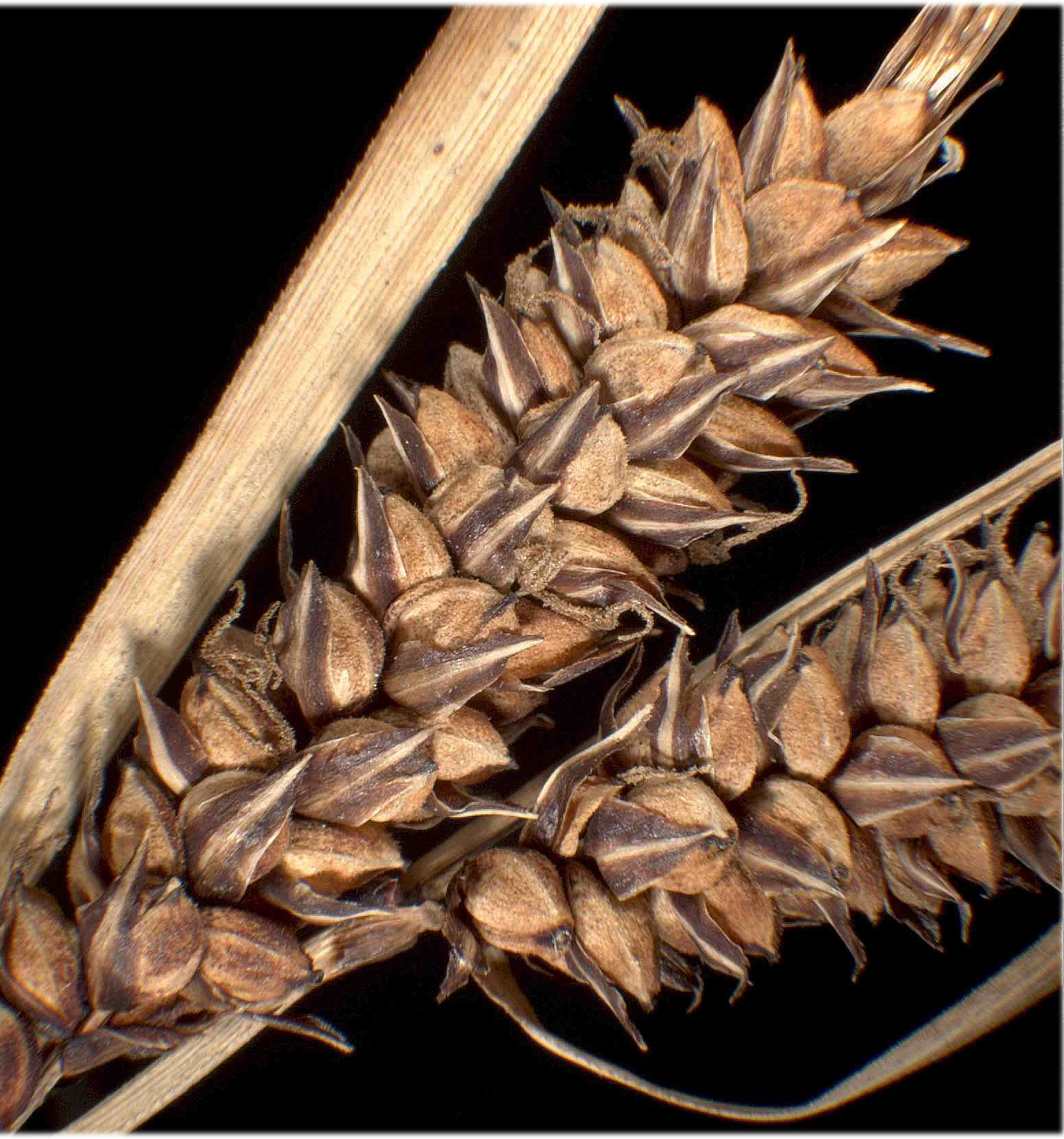
Aan de voet van de aar is nog net het cladoprofyllum te zien